# Hemiblabera capucina
Hemiblabera capucina es una especie de insecto blatodeo de la familia Blaberidae, subfamilia Blaberinae.

## Distribución geográfica
Se pueden encontrar en Brasil.

## Sinónimos
- Blabera capucina Saussure, 1862.